# 巫覡宗教

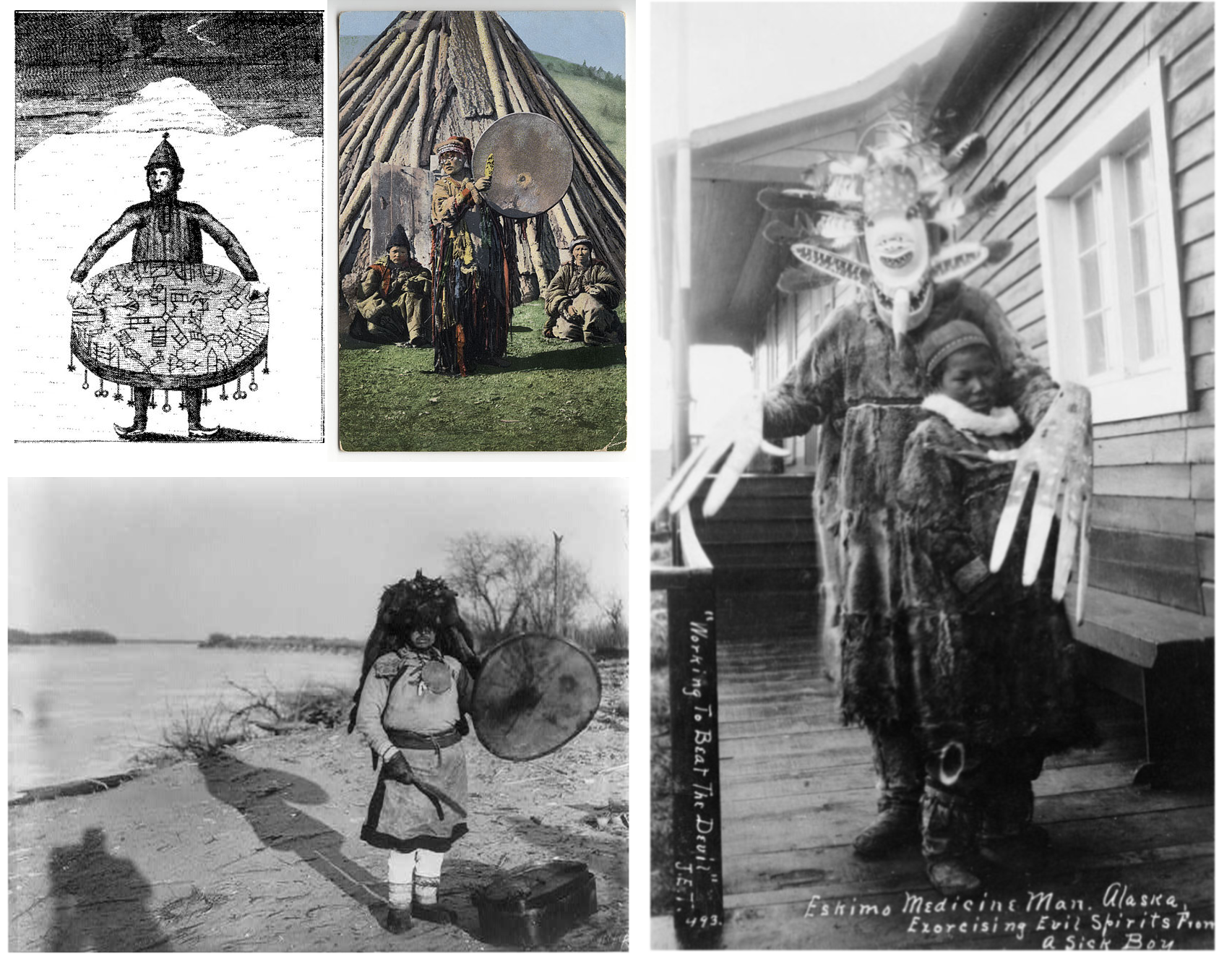
巫覡一般是指在原始文化中治療疾病的巫師。

巫覡宗教又稱巫教、巫覡教等等，是一类涉及诊断、治疗與引發疾病等能力的传统信仰及实践，是原始宗教的一個子類。巫覡宗教有时因为与灵魂的特殊的关系、或对灵魂的控制而造成人们的苦难。巫師或稱巫覡，曾被认为有控制天气、预言、解梦、占星以及旅行到天堂或者地狱的能力，例如漢族的巫（女性巫師）與覡（男性巫師）、滿族的薩滿、蒙古族的孛额、朝鮮民族的巫、藏族的苯。

## 概論
常見的巫術有附身、占卜、祈福、施咒等。巫的歷史悠久，原始社會的村落共同體中就有借助神靈附體的力量，替人祈禱驅邪治病的專業人員，這種人員就是巫。巫包括靈媒、祭司、巫醫、占卜師、魔法師等。
巫覡宗教传统始于史前时代并且遍佈世界。最崇拜薩滿教的地方是伏爾加河流域、芬蘭人種居住的地區、東西伯利亞與西西伯利亞。朝鮮人也是巫教的信徒，他們的東學黨據說是由此而來。满洲人的祖先女真人，曾信奉萨满教（巫教的一種），直到公元11世纪。清朝皇帝把萨满教和满族的传统结合起来，运用萨满教把东北的人民纳入帝国的轨道，同时萨满教在清朝的宫廷生活中也找到了位置。
有一种与当代人对巫教（简·阿特金森称之为「萨满术」）的研究不同，代表人物为莫赛·伊利亚德，他在其1951年出版的经典著作中提出假设：巫教乃是一种单一类型的教——他称之为“典型的”巫教，其结论认为：巫教是国家产生前的社会中的文化产物。但当代专家学者抛弃了他的假设和结论，主要研究巫教在各种政治制度下的实践，远起草原地区的游牧民族，近至曾是殖民地的地区，如当代的朝鲜和臺灣，涉及各类制度环境。萨满教（阿爾泰與西伯利亞巫教）仍然存在于20世纪的北亚。

## 在世界各地的不同形式
- 東亞的巫教
  1. 華人民間信仰（包含台灣民間信仰）
  2. 日本神道
  3. 朝鮮巫教
  4. 琉球神道
  5. 赫蒙族萨满教
- 台灣原住民傳統靈媒、祭司祭儀
- 藏族的苯教
- 東南亞巫教
  1. 越南民間信仰
  2. 苗族巫蠱
  3. 泰人精灵崇拜
- 阿爾泰（蒙古、突厥、滿洲、通古斯）的萨满教
  1. 滿族萨满教
  2. 蒙古族萨满教
  3. 中亞萨满教
- 西伯利亞的萨满教
- 萨米萨满教
- 芬蘭－烏戈爾巫覡宗教
- 美洲原住民巫教

## 存在根基及历史
巫觋宗教建立在认为可见的世界充满影响生物体生活的不可见的力量或者灵魂的前提上。与其他任何的（通常是全部社会成员笃信的）万物有灵论或称泛灵论不同，成为巫覡要求专业的知识和能力。但是，巫覡们不会像佛教的法師或基督教的牧师那样组成全职的仪式或者精神类组织。哈薩克人中間有一種名爲巴克什的人，即是巫醫。他們是信仰伊斯蘭教的薩滿，就連保加爾汗國也有這種人與俄羅斯東正教也有聖愚，證明巫教的影響無遠弗至。有些巫覡是一夜之間成爲，有些是要拜師。巫覡與世界其他地區巫醫不同之處是他們的意識可隨時進入癲狂狀態。

## 实践形式
在一些社会中巫覡的力量被认为是从其他被「招魂」的巫覡那里过继过来的：西伯利亚萨满的举止可能被西方医师描绘为精神病患者，但是西伯利亚文化将其解读为灵魂附体，而在南美土著和Tapirape那里巫覡被托梦。在其他社会中巫覡找到了他们的终生职业：原始民族寻找可以跟灵魂交流的宗教团体进行“前景咨询”，南美土著舒阿尔人追寻反抗敌人保护家族的力量，从而把自己训练成极有造诣的巫覡。
西伯利亞人容易患上一種名爲模仿性舞蹈症的病，有人認爲這是成爲巫覡的其中一步驟，其中一病例是一支哥薩克模仿軍官的言行，最初軍官以爲開玩笑，但發現不是有意的行爲，很多巫覡都是患病後成爲巫覡。雅庫特人稱爲薩滿病症（他们认为萨滿（巫覡）是仪式不是宗教），先經過一昏迷階段，大約三天，然後脫胎換骨，甚麼也要重新學習，再宰羊一隻，就可找一老師學習，成爲薩滿（最后階段爬一棵由刀刃構成的宇宙树）。有趣的是，大部分聖愚也經歷過此階段。
巫覡们能够跟灵魂交流来诊治深受魔道所害的人：有些社会区分能治病的巫覡和害人的巫覡（白萨满和黑萨满）；其他的相信所有的巫覡都有治疗以及害人的力量；也就是说，巫覡在有些社会也被认为有能力害人。巫覡在社团里通常享有极大的权力和声望但也可能被怀疑害人而招致恐惧。大多数巫覡是男人，但也有些社会里女人会成为巫覡（在旧挪威拉普人文化里，只有女人才可以，男人做巫覡被认为是不体面的）。
巫覡教现今还在全世界继续流传，不只在乡下，还在城市，在市镇，在郊区以及棚户区，不论是在極地还是在丛林或者沙漠里。

## 名稱問題
在漢語中，“巫覡宗教”一詞被用來統稱這類宗教，“薩滿教”用來指一類流形于北亞的巫覡宗教。
在英語中使用（直譯“薩滿教”）一詞統稱所有的巫覡宗教。但是，基于这个词来自特定的地点及民族，不是所有的传统民族都赞成用作为一个英語通称。它在古英语中就是以“witch doctor”（巫婆医生）的形式出现的——一个高度概括的术语体现了巫覡的两个模式化特征：魔法知识及其他学问；治疗和改变境遇的能力。